# Lipocheilus
Genre
Lipocheilus est un genre monotypique de poissons de la famille des Lutjanidae.

## Liste des espèces
- Lipocheilus carnolabrum (Chan, 1970)

## Publication originale
- (en) William D. Anderson Jr., P.K. Talwar et G. David Johnson, « A replacement name for Tangia Chan (Pisces: Perciformes: Lutjanidae) with redescriptions of the genus and type-species », Proceedings of the Biological Society of Washington, vol. 89, no 44,‎ 24 janvier 1977, p. 509-517